# Marquetia lunatum
Marquetia lunatum är en mångfotingart som beskrevs av Ribaut 1920. Marquetia lunatum ingår i släktet Marquetia och familjen Opisthocheiridae. Utöver nominatformen finns också underarten M. l. moratum.